# Yusufeli
Yusufeli (bis 1912 Kiskim) ist eine Stadt und ein Landkreis in der Provinz Artvin am Schwarzen Meer in der nordöstlichen Türkei. Yusufeli liegt an der Mündung des Barhal Çayı in den Çoruh. Der Name Kiskim sollte auf Anordnung des Innenministeriums umgeändert werden, da es bei Ankara einen Ort mit ähnlichen Namen gab. Daraufhin wurde der Ort nach dem osmanischen Prinzen Yusuf Izzettin Efendi benannt. Der Name bedeutet „Land Yusufs“.
Eine etwa 30 Kilometer lange Nebenstraße führt nordwestlich in die Katschkar-Berge zum Dorf Barhal, einem Wandergebiet mit einer weiteren Kirche. Die Stadt wird vom Fluss Altıparmak durchflossen.
Yusufeli ist der größte Landkreis der Provinz (30 % der Fläche), hat aber gleichzeitig auch die geringste Bevölkerungsdichte (8,1 Einwohner je Quadratkilometer). Der Kreis liegt im Süden der Provinz und grenzt extern an die Provinzen Erzurum und Rize. Intern bilden im Norden der zentrale Landkreis sowie Murgul die Grenze. Der Kreis besteht neben der Kreisstadt aus 63 Dörfern (Köy) mit durchschnittlich 185 Einwohnern. Kılıçkaya ist mit 787 Einwohnern davon das größte Dorf, weitere 20 Dörfer haben mehr Einwohner als der Durchschnitt (198).

## Bevölkerung
Die Einwohnerzahl im Landkreis ist seit Jahren rückläufig. Am Jahresende 2007 zählte man noch 22.945 Einwohner. Die Volkszählung von 2000 ergab 29.133 Einwohner, 1990 waren es 37.060 und 1975 immerhin noch 43.356 Einwohner. Von der Volkszählung 2011 liegen keine Kreis-Ergebnisse vor.

## Architektur
15 Kilometer in südwestlich Richtung İspir steht die Kirchenruine von Dörtkilise aus dem 10. Jahrhundert, 30 Kilometer östlich blieb die Kirche von İşhan aus derselben Zeit erhalten. Ebenso bekannt sind die ehemaligen Kirchen von Öşk Vank und Haho, beide sind von der Straße Richtung Erzurum erreichbar.